# Мишевидни сънливци
Мишевидните сънливци (Myomimus) са род дребни бозайници от семейство Сънливцови (Gliridae). Включва три вида, разпространени в няколко изолирани една от друга области на Балканския полуостров и Близкия изток. В България се среща видът мишевиден сънливец (Myomimus roachi).
Родът включва средни по размер сънливци, при които дължината на тялото с главата достига 110 mm, а на опашката, покрита с люспи и къси светли косми, до 78 mm. Окраската по гърба е жълто-сива, с недобре оформена тъмна ивица, а по корема — белезникава.

## Видове
- Myomimus personatus
- Myomimus roachi – Мишевиден сънливец
- Myomimus setzeri